# Transportes interestaduais
Os transportes interestaduais referem-se ao deslocamento de pessoas e mercadorias entre diferentes estados de um mesmo país. Eles desempenham um papel crucial na conectividade e integração de diferentes regiões geográficas, facilitando o comércio, o turismo e o deslocamento da população.

## Modalidades de Transporte Interestadual

### 1. Transporte Rodoviário
O transporte rodoviário é um dos principais meios de transporte interestadual, utilizando rodovias e estradas para o deslocamento de passageiros e cargas. É realizado por meio de ônibus, vans e caminhões, proporcionando flexibilidade, conveniência e acessibilidade. 

### 2. Transporte Ferroviário
O transporte ferroviário é uma opção popular para longas distâncias no transporte interestadual. As ferrovias conectam diferentes estados e permitem o transporte eficiente de mercadorias e passageiros. Esse modal oferece vantagens, como capacidade de carga significativa e menor impacto ambiental em comparação com outros meios de transporte.

### 3. Transporte Aéreo
O transporte aéreo é uma opção rápida e eficiente para viagens interestaduais. Através de aeroportos localizados em diferentes estados, as companhias aéreas oferecem voos regulares que conectam as principais cidades e destinos. Esse modal é especialmente utilizado para deslocamentos de longa distância ou quando há a necessidade de economizar tempo. 

### 4. Transporte Aquaviário
O transporte aquaviário é realizado por rios, lagos e mares, conectando diferentes estados e regiões através de barcos, navios e balsas. Esse modal é comumente utilizado para o transporte de cargas volumosas, como contêineres e produtos a granel, além de ser uma opção para o transporte de passageiros em trajetos marítimos. 4

## Regulamentações e Órgãos Reguladores
Os transportes interestaduais estão sujeitos a regulamentações e fiscalizações por parte dos órgãos competentes. Em cada país, existem leis e normas específicas que regem a operação, segurança e qualidade dos serviços de transporte interestadual.
No Brasil, por exemplo, a Agência Nacional de Transportes Terrestres (ANTT) é responsável por regular e fiscalizar o transporte rodoviário interestadual e internacional de passageiros. Já a Agência Nacional de Aviação Civil (ANAC) regula o transporte aéreo interestadual, estabelecendo normas de segurança, qualidade e eficiência. 

## Impactos Sociais e Econômicos
Os transportes interestaduais desempenham um papel fundamental no desenvolvimento econômico e social de um país. Eles permitem a circulação de mercadorias, facilitam o acesso a serviços e oportunidades em diferentes regiões e promovem a integração nacional.
Além disso, os transportes interestaduais impulsionam o turismo, permitindo que os viajantes explorem diversas paisagens, culturas e atrações em diferentes regiões. 
Espero que essa estrutura atualizada seja útil. Você pode pesquisar as referências relevantes e incluí-las em cada tópico para fornecer informações precisas e confiáveis. Lembre-se de seguir as diretrizes do Wikipedia para garantir que o artigo cumpra seus critérios de notoriedade e verificabilidade.